# تیت بیدوئیه
تیت بیدوئیه، روستایی از توابع بخش مرکزی شهرستان زرند در استان کرمان ایران است.

## جمعیت
این روستا در دهستان دشتخاک قرار دارد و براساس سرشماری مرکز آمار ایران در سال ۱۳۹۵، خالی از سکنه بوده‌است.